# Wilhelm Beer
Wilhelm Wolff Beer (Berlim, 4 de janeiro de 1777 – Berlim, 27 de março de 1850) foi um banqueiro e astrónomo alemão, conhecido por fazer o primeiro mapa preciso da superfície lunar. Era irmão do compositor Giacomo Meyerbeer.

## Astronomia
A fama de Beer deriva de seu hobby, a astronomia. Ele construiu um observatório privado com um refrator de 9,5 cm em Tiergarten, Berlim. Junto com Johann Heinrich Mädler ele produziu o primeiro mapa exato da Lua (intitulado Mappa Selenographica) em 1834-1836, e em 1837 publicou uma descrição da Lua (Der Mond nach seinen kosmischen und individuellen Verhältnissen). Ambas permaneceram as melhores descrições da Lua por muitas décadas.
Em 1830, Beer e Mädler criaram o primeiro globo do planeta Marte. Em 1840 eles fizeram um mapa de Marte e calcularam seu período de rotação em 24 h 37 min 22,7 s, apenas 0,1 segundo diferente do período real como é conhecido hoje.

## Outros trabalhos
Além de seu hobby de astronomia, ele ajudou no estabelecimento de um sistema ferroviário na Prússia e promoveu a comunidade judaica em Berlim. Em sua última década de vida, trabalhou como escritor e político . Em 1849 foi eleito deputado para a primeira câmara do parlamento prussiano.

## Publicações
- com J. H. Mädler: Der Mond nach seinen kosmischen und individuellen Verhältnissen oder allgemeine vergleichende Selenographie. Simon Schropp & Comp., Berlim 1837 (online).
- com J. H. Mädler: Physische Beobachtungen des Mars bei seiner Opposition im September 1830. Berlim 1830 (online).
- com J. H. Mädler: Beiträge zur physischen Kenntniss der himmlischen Körper im Sonnensysteme. B. F. Voigt, Weimar 1841 (online).
- Bemerkungen über Zettel-Banken und Papiergeld. Berlim 1845.
- Die Gefahren der Differential-Zölle und der Revision des Zolltarifs. Berlin 1848.